# Høstudstillingen
Inte att förväxla med den norska Høstutstillingen
Høstudstillingen var en årlig dansk utställning mellan åren 1934 och 1949. Initialt tillhörde medlemmarna en mer realistisk och impressionistisk tradition med konstnärer som Knud Agger, Flemming Bergsøe, Børge Bokkenheuser, Harald Leth och Mogens Zieler. 1938 införlivades även Cornerudstilingen i Høstudstillingen varmed abstrakta konstnärer som Ejler Brille, Egil Jacobsen och Richrad Mortensen blev medlemmar. 1941 anslöt sig Henry Heerup och 1942 Else Alfelt och Carl-Henning Pedersen. Samma år upplöstes samarbetet med Cornerudstilingen och Høstudstilingen blev ett utpräglat forum för både nationell och internationella modern abstrakt konst. 1949 upplöstes Høstudstillingen.